# The Roof (Back in Time)
A The Roof vagy The Roof (Back in Time) (az albumon az előbbi, a kislemezek többségén az utóbbi címen szerepel) Mariah Carey amerikai énekesnő negyedik kislemeze hetedik, Butterfly című albumáról. A dal felhasznál egy részletet Mobb Deep Shook Ones Pt. II című dalából. A dal egy remixében Mobb Deep rappel. Az R&B stílusú dalban Mariah egy szerelmes éjszakára emlékezik, amit egy háztetőn töltöttek.
A dal 1998-ban jelent meg kislemezen több európai országban (például Ausztriában és Spanyolországban), valamint Dél-Afrikában. Az Egyesült Államokban nem jelent meg, videóklipjét azonban játszotta a Music Television és a VH1.
A 2003-ban megjelent Charmbracelet című albumon található egyik dal, a Lullaby több utalást tartalmaz a The Roofra, és egy kis részletet is átvesz belőle.

## Videóklip
A dal klipjét Carey és Diane Martel rendezték, és a dalnak nem az albumváltozatából, hanem a hosszabb remixéből készült, amelyikben Mobb Deep rappel (az egyik változatból kivágták a rapet). A klip egy esős éjszakán játszódik.
David Morales és a The Full Crew készítettek remixeket a dalhoz.

## Számlista
Maxi CD 
1. "The Roof (Back In Time)" (Album Version) – 5:15
2. "The Roof (Back In Time)" (Mobb Deep Radio Edit) - 4:26
3. "The Roof (Back In Time)" (Mobb Deep Extended Version) – 5:31
4. "The Roof (Back In Time)" (Full Crews Club Mix) – 5:02
5. "The Roof (Back In Time)" (Full Crew Mix) – 3:50

The Roof (Back In Time) EP
1. "The Roof (Back In Time)" (Mobb Deep Extended Version) – 5:31
2. "The Roof (Back In Time)" (Mobb Deep Radio Edit) – 4:24
3. "The Roof (Back In Time)" (Full Crew Radio Edit No Rap) – 3:59
4. "The Roof (Back In Time)" (Full Crew Club Mix) – 5:02
5. "The Roof (Back In Time)" (Full Crew Mix) – 5:03
6. "The Roof (Back In Time)" (Morales Radio Mix) – 4:01
7. "The Roof (Back In Time)" (Morales Funky Club Mix) – 8:34
8. "The Roof (Back in Time)" (Morales After Hours Mix) – 9:13
9. "The Roof (Back in Time)" (Morales Bass Man Mix) – 8:17

## Remixek
David Morales Mixek
- "The Roof (Back in Time)" (Morales Funky Club Mix) – 8:28
- "The Roof (Back in Time)" (Morales Radio Mix) – 4:00
- "The Roof (Back in Time)" (Morales Bass Man Mix) – 8:14
- "The Roof (Back in Time)" (Morales After Hours Mix) – 9:13

Mobb Deep Mixek
- "The Roof (Back in Time)" (Mobb Deep Extended Remix) – 5:31
- "The Roof (Back in Time)" (Mobb Deep Radio Edit) – 4:26

Full Crew Mixek
- "The Roof (Back in Time)" (Full Crew Mix) – 4:58
- "The Roof (Back in Time)" (Full Crew Club Mix) – 5:02
- "The Roof (Back in Time)" (Full Crew Radio Edit) – 3:50

## Toplisták
| Lista (1998)                         | Top pozíció |
| ------------------------------------ | ----------- |
| Hollandia (Single Top 100)           | 63          |
| UK Singles (Official Charts Company) | 87          |
| Egyesült Királyság (UK R&B Chart)    | 15          |